# Skogsskär-Vindalsö naturreservat
Skogsskär-Vindalsö naturreservat är ett naturreservat i Värmdö kommun i Stockholms län.
Området är naturskyddat sedan 1969 och är 5,7 hektar stort. Reservatet omfattar tre delar, en nordostsluttning på Vindalsö, östra delen av den lilla ön Skogskär och ett lite skogsparti på Eknön. Reservatet består mest av tallskog och granskog.